# Cantone di Méru
Il Cantone di Méru è una divisione amministrativa dell'arrondissement di Beauvais e dell'arrondissement di Senlis.
A seguito della riforma approvata con decreto del 20 febbraio 2014, che ha avuto attuazione dopo le elezioni dipartimentali del 2015, è passato da 20 a 16 comuni.

## Composizione
I 20 comuni facenti parte prima della riforma del 2014 erano:
- Amblainville
- Andeville
- Anserville
- Bornel
- Chavençon
- Corbeil-Cerf
- Esches
- Fosseuse
- Fresneaux-Montchevreuil
- Hénonville
- Ivry-le-Temple
- Lormaison
- Méru
- Montherlant
- Monts
- Neuville-Bosc
- Pouilly
- Ressons-l'Abbaye
- Saint-Crépin-Ibouvillers
- Villeneuve-les-Sablons

Dal 2015 i comuni appartenenti al cantone sono i seguenti 16:
- Amblainville
- Andeville
- Anserville
- Belle-Église
- Bornel
- Chambly
- Dieudonné
- Ercuis
- Esches
- Fosseuse
- Fresnoy-en-Thelle
- Lormaison
- Méru
- Neuilly-en-Thelle
- Puiseux-le-Hauberger
- Villeneuve-les-Sablons